# 中國—瑞士關係

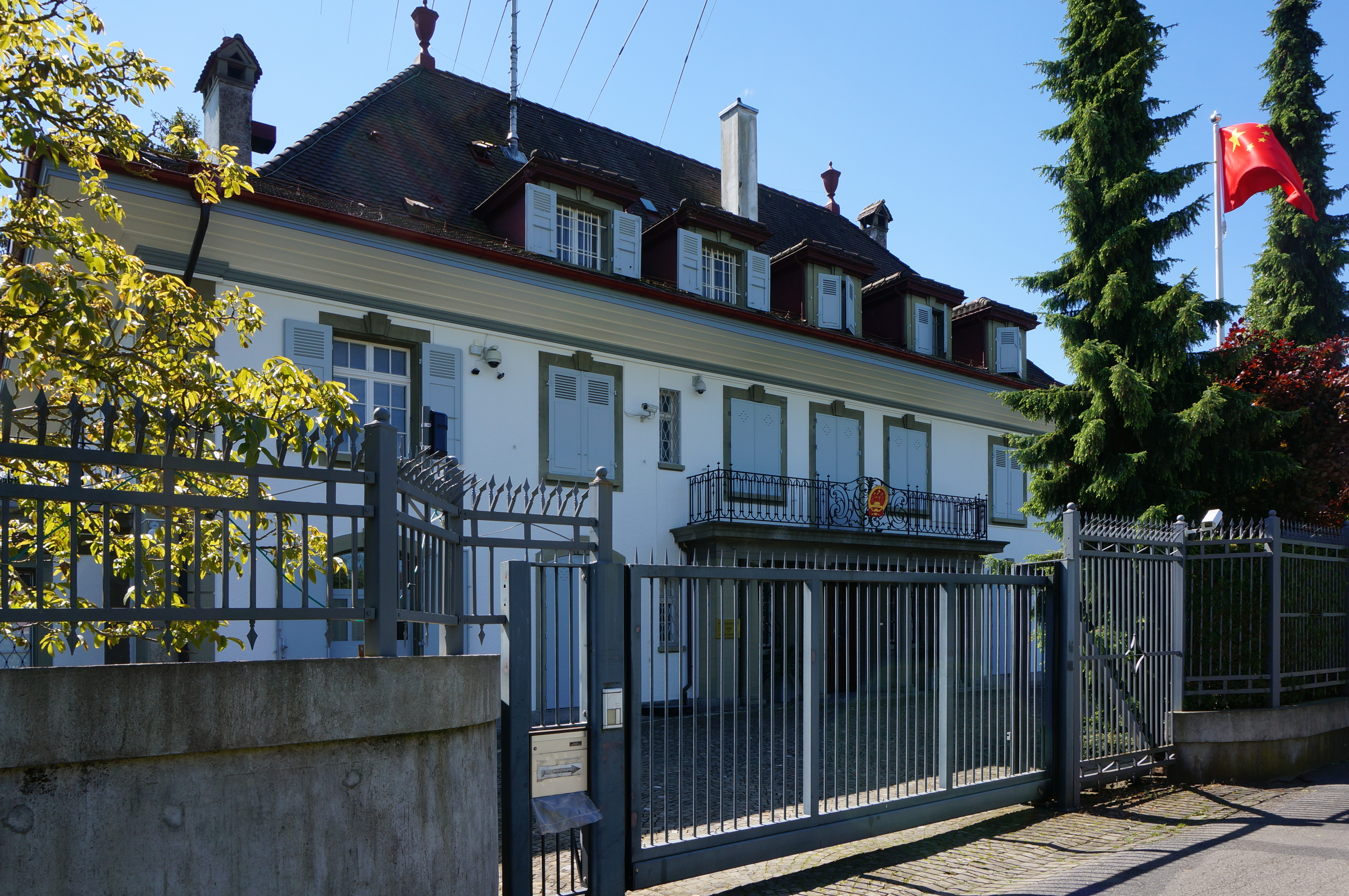
中國駐瑞士大使館

中國—瑞士關係（德語：Sino-Schweizerische Beziehung），是指歷史上的中国和瑞士、以至現在中華人民共和國和瑞士联邦之間的雙邊關係。瑞士聯邦是最早承認中華人民共和國、並與中華人民共和國建立外交關係的西方國家之一，亦是中國在歐洲第五大的貿易夥伴（2013年）。

## 歷史

### 1840年代至1930年代
晚清時期，列強在中國設立租界，瑞士商人因此從不平等條約、治外法權、領事保護中受益。19世纪，成立於瑞士的崇真會派遣两名传教士來華传教，其中瑞士神父西奥多·若瑟於1848年在香港设立孤儿院；香港筲箕湾的巴色道便是取名自又稱「巴色會」的崇真會。
辛亥革命後，瑞士和中國的經貿關係又受制於日本在中國的霸權、以及瑞士對歐洲列強的附庸；這樣的情況一直持續到二戰結束，瑞士和其它歐洲國家放棄了殖民貿易、並將注意力從食品和紡織品貿易轉向手錶和機械貿易時。1913年10月，瑞士正式承认中华民国政府，随后相继在上海、广州、香港、天津等地设立领事馆或名誉领事馆。1922年至1956年，瑞士在广州设立外交代表机构。
其後，中國抗日戰爭爆發，两名瑞士传教士遭到日軍飞机轰炸而喪生；当时的瑞士駐广州名誉领事受英、美、荷兰等国家所托，負責保障这些国家在广州的侨民的利益。當時，瑞士记者瓦尔特·博斯哈德曾分別在1938年和1947赴華采访、拍摄，並與毛泽东進行访谈。

### 1940年代至1950年代
1945年，瑞士在南京建立公使馆。
1949年5月，美国国务院指示其驻外使领馆：“美国不主动承认共产党政府，也不对中共寻求承认的活动表示欢迎；西方在承认问题上应建立联合阵线”。6月29日，美国驻瑞士公使、著名的中国通范宣德把美国国务院上述两点通报瑞士当局，并补充说：如果小国要承认，出于某种政治理由，要等到其他大国承认之后才能进行。1949年10月7日，瑞士联邦委员会决定，一旦有二三十个国家承认中华人民共和国，瑞士亦将予以承认。瑞士不愿是最早的，也不愿成为最晚的。瑞士联邦委员会授权负责外交事务的政治部研究关于承认的具体建议。根据这一指示，政治部起草了两种承认方案：一是“机会主义式”方案，即在社会主义国家承认后、其他西方国家承认前予以承认；二是“并入式”方案，即把瑞士的承认包含在一系列非社会主义国家的承认当中，瑞士只是作为“滚雪球”似的承认中的一员。政治部建议采取第二种方案，因为这样可以避免让瑞士显得过于突出。由于第二次世界大战期间，瑞士同纳粹国家关系暧昧，战后一度在国际政治中受大国冷落。同中国建交有助于打破瑞士的孤立状态，提高瑞士的国际声望，进而成为东西方的协调者。瑞士长期以来奉行的中立主义也起到了一定的影响。中立主义引申的“普建邦交”原则成为瑞士抵制外在压力推进承认与建交的动力之一。与中国建交有巨大的潜在经济利益。事实上，1949年双边贸易额仅为156万美元，1950年为617.1万美元，1952年突破1,000万美元，1953年突破3,000万美元。
1949年12月15日，英国决定承认中华人民共和国，并把这一决定告知瑞士。瑞士告诉英国，瑞士决定在英国宣布承认后一周或十天左右也在法律上承认中华人民共和国，在一系列“滚雪球”似的承认之后，瑞士的承认将不会引起太多的关注。但瑞士期待的“滚雪球”效应并未发生。除英联邦国家外，只有挪威和丹麦分别在1月7日和9日承认中华人民共和国。瑞士与英国沟通，表示虽然瑞士仍打算尽早承认，但由于其在华利益相对有限，所以不想过于突出自己。瑞士打算等一两周或者更长一点时间看看局势的发展。芬兰和瑞典分别在1月13日和14日承认了中华人民共和国。1月17日召开的瑞士联邦会议还是授权瑞士联邦主席兼政治部部长马克斯·珀蒂皮埃尔在1950年1月17日专电中央人民政府主席毛泽东，称瑞士“决定在法律上承认中华人民共和国中央人民政府，并准备与贵政府建交”。当天，瑞士告知中华民国驻瑞士公使吴南如，称瑞士已决定承认中华人民共和国，因此正式断绝与中华民国的外交关系，限3天内关闭公使馆。

灰色國家為非聯合國會員，其中包括瑞士

中华人民共和国政府对瑞士1月17日的电报未作回复。1950年2月6日，珀蒂皮埃尔以政治部主席身份又电告中国外长周恩来（兼），瑞士政府已任命其驻香港领事泽文-施禔纳（Charge D′affaires）为驻华临时代办，前往北京，与中国外交部联系，询问中方是否同意此项任命。2月10日，中国外交部副部长李克农电复珀蒂皮埃尔，并提出中方同意瑞士在法律与事实上均已与国民党滞瑞机构断绝关系，且这些机构也因此而自动丧失其地位与承认后，接受泽文-施禔纳为两国建交谈判的瑞方代表。司文· 司丁纳5月7日离开香港赴北京。5月16日下午，司文·司丁纳一行抵达北京，中国外交部交际处科长韩叙前往迎接。随后，外交部副部长章汉夫同司文· 司丁纳进行了四次谈判，最终达成了建交协议。瑞士当时派驻驻外使节，向例均为公使。1950年9月14日两国同时宣布建立正式外交关系，互派公使并在对方首都设立使馆。但受到朝鲜战争爆发美国参战影响，瑞士政府想等远东局势明朗后再派遣公使，以免西方国家觉得瑞士过于积极。中瑞建交成了外交史上奇特的“不对等”案例，在宣布建交时，一方派驻的是公使冯铉，而另一方只是派驻了临时代办司文·司丁纳。
中华人民共和国驻瑞士联邦首任特命全权公使冯铉于1950年12月8日在伯尔尼向瑞士联邦主席彼蒂彼爱提交国书。 冯铉时年35岁，是中华人民共和国首批15名驻外大使和公使中最年青的一位。瑞士任命科莱曼蒂·任佐立为驻华公使提交国书。
1953年，瑞士成为朝鲜半岛“中立国监察委员会”和“中立国遣返委员会”的成员。这表明瑞士中立国的价值和致力于国际和平的努力得到了国际社会与中国的承认；如果瑞士没有在这以前与中国建立起信任关系，就不可能被中国允许进入朝鲜战争停战监督机制。
1956年1月3日，中瑞双方发表公报：“中华人民共和国政府和瑞士联邦政府为了增强两国间业已存在的友好关系，已达成协议，将中华人民共和国驻瑞士公使馆升格为大使馆。”1956年5月5日，中方任命当时驻瑞士公使冯铉为驻瑞士大使。1956年7月13日，冯铉向瑞士联邦主席费德曼递交了国书。1957年4月12日中瑞双方发表公报，瑞士驻华公使馆升格为大使馆，原公使贝努义升格为大使，4月22日，贝努义向毛泽东主席递交了国书。

### 1970年代至今
瑞士在北京设有大使馆，并在上海、广州、成都、香港设有总领事馆；中国在伯尔尼设有大使馆，并在苏黎世设有总领事馆。
1971年10月，由於當時瑞士非聯合國會員，因此無法就2758號決議文的中國代表權問題表態。
2024年1月15日，中國國務院總理李強在訪問瑞士時表示會給予瑞士單方面免簽待遇。

## 經貿關係
- 中國出口到瑞士的商品（2012年）[14]
- 瑞士出口到中國的商品（2012年）[15]

瑞士與中國的經貿關係可以追溯到17至18世纪；當時，瑞士出产的手表和音乐盒在华南地区的上流社会中颇为流行。
截至2013年，瑞士是中国在欧洲第五大的贸易伙伴。2013年，中瑞兩國的双边贸易總额為595亿美元，比往年增长126%，其中中国到瑞士的出口额為35亿美元，瑞士到中国的出口额則為560亿美元；中方逆差525亿美元，成為瑞士第四大的逆差来源国。
截至2007年，約300所瑞士公司的700多個分支機構在中國經商，這些機構共有55,000名雇員。中華人民共和國的公司也在瑞士進行小規模、但增長快速的經營，這些公司計劃將瑞士作爲他們擴展到整個歐洲的基地；中華人民共和國的公司在瑞士不僅經營售賣日用品的業務，對化工中間體、醫藥，高科技配件和電信等行業亦有涉足。
2013年5月，中華人民共和國國務院總理李克強在瑞士訪問期間與該國簽訂了價值260億美元的自貿協定，其中由瑞士直接出口到中華人民共和國的商品價值爲228億美元。時任瑞士聯邦主席于利·毛雷爾稱該協定是「真正的里程碑」。瑞士與中華人民共和國有着一個積極的貿易平衡，而且兩國均想保護知識產權、加強雙邊銀行業巨頭之間的合作，以及從出口擔保中獲利。

## 文化關係
中国驻瑞士大使许镜湖曾指文化交流是中瑞兩國交往的重要内容，能促进两国人民的互相了解、以及兩國情感的沟通。
中国的京剧、杂技、话剧等表演團均曾到访瑞士，而两国的乐团和舞蹈團亦曾數度互访；两国也經常在對方國家举行不同的文化展览。2014年末，瑞士把一件非法流入的中国文物归还給中國，並舉行归还仪式，瑞士联邦文化总局局長伊莎貝爾·沙苏亦有出席。
中國分別在瑞士的日內瓦大學和巴塞尔大学設有2所孔子学院；其中，日內瓦大學孔子学院設於2011年，曾舉辦近70個涉獵法律、经济、科技、宗教、医学等不同学术领域的研讨会和讲座，並邀请國際知名专家参加，因此於2014年被评为「先进孔子学院」。

## 外部連結
| - 中国驻瑞士大使馆官方网站（简体中文）（德文）（法文） - 中国驻瑞士大使馆经济商务处官方网站（简体中文） - 中国驻瑞士大使馆教育处官方網站（简体中文） - 中国驻苏黎世总领事馆官方网站（简体中文）（德文） | - 瑞士駐華大使館官方網站（简体中文）（英文）（法文）（德文）（意大利文） - 瑞士駐上海總領事館官方網站（简体中文）（英文）（法文）（德文）（意大利文） - 瑞士駐廣州總領事館官方網站（简体中文）（英文）（法文）（德文）（意大利文） - 瑞士駐香港總領事館官方網站（英文） |

- 瑞士资讯中文网